# Sabres
Sabres – miejscowość i gmina we Francji, w regionie Nowa Akwitania, w departamencie Landy.
Według danych na rok 1990 gminę zamieszkiwało 1096 osób, a gęstość zaludnienia wynosiła 7 osób/km² (wśród 2290 gmin Akwitanii Sabres plasuje się na 394. miejscu pod względem liczby ludności, natomiast pod względem powierzchni na miejscu 8.).